# Hexan
Hexan eller n-hexan er en kemisk forbindelse med den kemiske formel C6H14.

## Isomerer
Der findes 5 isomerer med samme sumformel som hexan:
- n-Hexan CH3CH2CH2CH2CH2CH3
- 2-Methylpentan CH3CH(CH3)CH2CH2CH3
- 3-Methylpentan CH3CH2CH(CH3)CH2CH3
- 2,2-Dimethylbutan CH3C(CH3)2CH2CH3
- 2,3-Dimethylbutan CH3CH(CH3)CH(CH3)CH3

| Kemi | Spire Denne artikel om kemi er en spire som bør udbygges. Du er velkommen til at hjælpe Wikipedia ved at udvide den. |